# Gare de Kjelsås
La gare de Kjelsås est une gare ferroviaire norvégienne de la Gjøvikbanen située à Oslo.
Le Norsk Teknisk Museum (musée consacré aux technologies, à l'industrie, au savoir et à la médecine) est située à côté de la gare.

## Situation ferroviaire
Établie à 155,6 mètres d'altitude, la gare est située à 10,28 km d'Oslo.

## Service des voyageurs

### Accueil
La gare est équipée d'automates. Elle a également des aubettes.

### Desserte
La gare est desservie  par des trains locaux et régionaux en direction de Jaren, Gjøvik et Oslo.

### Intermodalités
Un arrêt de bus est situé près de la gare où passent les lignes de bus 22 (Majorstuen – Ellingsrudåsen),  25 (Majorstuen – Lørenskog Stasjon) et 54 (Aker Brygge – Kjelsås Stasjon).